# ケイレブ・キリアン
ケイレブ・ジョン・キリアン（Caleb John Kilian, 1997年6月2日 - ）は、アメリカ合衆国カリフォルニア州アナハイム出身のプロ野球選手（投手）。右投右打。現在は、フリーエージェント（FA）。

## 経歴

### プロ入り前
大学時代に2018年のMLBドラフト20巡目（全体595位）でボルチモア・オリオールズから指名されたが、契約せず大学に残った。

### プロ入りとジャイアンツ傘下時代
2019年のMLBドラフト8巡目（全体236位）でサンフランシスコ・ジャイアンツから指名されプロ入り。傘下のルーキー級アリゾナリーグ・ジャイアンツでプロデビューし、シーズン途中にA−級セイラムカイザー・ボルケーノスへ昇格。2チーム合計で7試合（先発6試合）に登板して防御率0.00、17奪三振の成績を記録した。
2020年は新型コロナウイルスの影響でマイナーリーグの試合が開催されず、公式戦への出場はなかった。
2021年はA+級ユージーン・エメラルズで開幕を迎え、シーズン途中にAA級リッチモンド・フライングスクウォーレルズへ昇格した。

### カブス時代
2021年7月30日にクリス・ブライアントとのトレードで、アレクサンダー・カナリオと共にシカゴ・カブスへ移籍した。移籍後は傘下のAA級テネシー・スモーキーズへ送られた。この年は移籍前と合わせて3チーム合計で19試合に登板して7勝4敗、防御率2.42、112奪三振の成績を記録した。オフにはアリゾナ・フォールリーグのメサ・ソーラーソックスでプレーし、優勝決定戦に先発登板して6回をパーフェクトに抑え勝利に貢献した。
2022年はAAA級アイオワ・カブスで開幕を迎えた。6月4日にメジャー契約を結んでアクティブ・ロースター入りし、同日のセントルイス・カージナルス戦に先発登板してメジャーデビューを果たした。同年、メジャーでは最終的に3試合に登板して勝ち星なしの2敗、防御率10.32など散々な成績に終わった。
2023年も3試合（うち1試合は先発）に登板して勝ち星なしの1敗、防御率16.88などさらに成績が悪化した。
2024年も2試合（うち1試合は先発）に登板した。この年も登板数を除き、前年とほぼ同様の成績ながら防御率は4.22と大幅な改善がみられた。
2025年4月10日にトム・コスグローブの獲得に伴ってDFAとなり、2日後に同年1月に結んでいた4年間の延長オプションを破棄して自由契約となった。

## 詳細情報

### 年度別投手成績
| 年 度    | 球 団    | 登 板 | 先 発 | 完 投 | 完 封 | 無 四 球 | 勝 利 | 敗 戦 | セ 丨 ブ | ホ 丨 ル ド | 勝 率 | 打 者 | 投 球 回 | 被 安 打 | 被 本 塁 打 | 与 四 球 | 敬 遠 | 与 死 球 | 奪 三 振 | 暴 投 | ボ 丨 ク | 失 点 | 自 責 点 | 防 御 率 | W H I P |
| -------- | -------- | ----- | ----- | ----- | ----- | -------- | ----- | ----- | -------- | ----------- | ----- | ----- | -------- | -------- | ----------- | -------- | ----- | -------- | -------- | ----- | -------- | ----- | -------- | -------- | ------- |
| 2022     | CHC      | 3     | 3     | 0     | 0     | 0        | 0     | 2     | 0        | 0           | .000  | 56    | 11.1     | 11       | 0           | 12       | 1     | 1        | 9        | 3     | 0        | 15    | 13       | 10.32    | 2.03    |
| 2023     | CHC      | 3     | 1     | 0     | 0     | 0        | 0     | 1     | 0        | 0           | .000  | 33    | 5.1      | 13       | 0           | 2        | 0     | 4        | 5        | 2     | 0        | 10    | 10       | 16.88    | 2.81    |
| 2024     | CHC      | 2     | 1     | 0     | 0     | 0        | 0     | 1     | 0        | 0           | .000  | 48    | 10.2     | 11       | 2           | 6        | 0     | 0        | 7        | 1     | 0        | 6     | 5        | 4.22     | 1.59    |
| MLB：3年 | MLB：3年 | 8     | 5     | 0     | 0     | 0        | 0     | 4     | 0        | 0           | .000  | 137   | 27.1     | 35       | 2           | 20       | 1     | 5        | 21       | 6     | 0        | 31    | 28       | 9.22     | 2.01    |

- 2024年度シーズン終了時

### 年度別守備成績
| 年 度 | 球 団 | 投手（P） | 投手（P） | 投手（P） | 投手（P） | 投手（P） | 投手（P） |
| 年 度 | 球 団 | 試 合     | 刺 殺     | 補 殺     | 失 策     | 併 殺     | 守 備 率  |
| ----- | ----- | --------- | --------- | --------- | --------- | --------- | --------- |
| 2022  | CHC   | 3         | 0         | 2         | 0         | 0         | 1.000     |
| 2023  | CHC   | 3         | 1         | 0         | 0         | 0         | 1.000     |
| 2024  | CHC   | 2         | 2         | 1         | 0         | 0         | 1.000     |
| MLB   | MLB   | 8         | 3         | 3         | 0         | 0         | 1.000     |

- 2024年度シーズン終了時

### 背番号
- 45（2022年 - 2024年）